# Banjo-Kazooie: Grunty's Revenge
Banjo Kazooie: Grunty's Revenge é o segundo jogo da série Banjo-Kazooie.

## História
Dois meses passaram-se desde que Gruntilda, a bruxa, continua presa debaixo de uma rocha, em Spiral Mountain. Klungo, seu fiel ajudante, finalmente percebe que não consegue tirar Gruntilda dali. Logo, constrói um robô enorme ao qual chamou Mecha-Grunty. Gruntilda envia espíritos e seus pensamentos para o seu gigantesco e manhoso robô. Mecha-Grunty diz, satisfeita, que vai raptar Kazooie, e levá-la para o passado, para completar o seu plano maléfico.
Entretanto, Mumbo Jumbo, o feiticeiro que ajuda Banjo e Kazooie nos jogos Banjo-Kazooie e Banjo-Tooie, escuta tudo por detrás de um arbusto, e corre para contar a péssima novidade a Banjo e Kazooie, que estavam limpando os restos do churrasco que tiveram com Bottles(a toupeira que lhes ensina movimentos novos), e Mumbo Jumbo.
Enquanto lhes contava alarmado, tudo o que aconteceu, Mecha grunty rapta Kazooie. Mumbo envia também Banjo para muitas décadas atrás. Em Spiral Mountain do passado, Banjo encontra Bozzeye, um antepassado de Bottles, que tem a mesma função. Só com uma pequena diferença: Banjo tem de lhe pagar em notas musicais os movimentos! E assim começa a aventura, Banjo à procura de Kazooie nos vários mundos do jogo.

## Reação
- GameSpot - 6.8/10;
- Game Rankings - 73%.